# Larva
Larva is een gemeente in de Spaanse provincie Jaén in de regio Andalusië met een oppervlakte van 41,76 km². Larva telt 483 inwoners (1 januari 2016).

## Demografische ontwikkeling
Bron: INE, 1950-2011: volkstellingen
Opm.: Tot 1940 behoorde Larva tot de gemeente Cabra de Santo Cristo